# Chris Cahill
Christopher Bruce Cahill (nascido em 25 de dezembro de 1984) é um futebolista samoano, o qual atualmente joga como meio-campista no St. George Saints Football Club da NSW Winter Super League e outras competições da NSW. Também é um dos titulares da Seleção Samoana de Futebol.
É irmão mais novo de Tim Cahill, estrela da Seleção Australiana. Que aposentou-se de sua seleção.